# Simulación en la evaluación psicológica forense
La simulación es la producción intencional de síntomas físicos y/o psicológicos falsos o exagerados motivados por incentivos externos. La simulación implica la existencia de recompensas externas, a diferencia de los trastornos facticios, y se realiza consciente y deliberadamente, a diferencia de los trastornos somatomorfos (APA, 1994)
La simulación de síntomas inexistentes o exageración de estos, es muy común en el ámbito forense. Existen diferentes tipos de simulación entre los que podemos encontrar:
- La simulación propiamente dicha
- La sobresimulación en el que el cuadro clínico existe pero este se aumenta
- La metasimulación que es el mantenimiento de la sintomatología de un cuadro clínico ya resuelto o inexistente.

Los perfiles más propensos a la simulación son los individuos con un trastorno antisocial de la personalidad, así como el sujeto que padece trastorno histriónico de la personalidad.
Nos referimos al fenómeno de la disimulación en la psicología forense cuando se trata de ocultar, disfrazar o modificar un cuadro clínico o lesión para un beneficio secundario. La detección de la disimulación resulta más complicada que la simulación-
Es primordial para conseguir realizar un buen estudio o conseguir conclusiones aceptables en la evaluación de la simulación realizar una evaluación psicológica, así como tener bien claras las diferencias que existen entre los diferentes conceptos: simulación y ocultación; falsificación; disimulación; trastorno facticio; trastorno facticio no especificado o trastorno facticio por poderes; trastornos somatomorfos y trastorno disociativo. El mayor índice de equivocaciones se producen entre la simulación y el trastorno facticio o síndrome de Munchausen en el cual el paciente por su deseo de asumir un rol de enfermo y recibir atención médica se produce conscientemente síntomas.
La entrevista es el principal medio para corroborar si existe simulación o no, fijándonos en los indicadores observables para la detección de la simulación entre los que se encuentran según Ekman y Friesen (1992) pausas o errores en el testimonio, sudoración, expresiones faciales que no coinciden con la afectividad que debería tener lo narrado, evitación del contacto ocular etc
En cuanto al ámbito penitenciario se refiere, los cuestionarios, inventarios y escalas más utilizadas y que han demostrado tener una mejor efectividad sobre la evaluación psicológica actual, así como sobre la evaluación de la simulación y disimulación son las siguientes pruebas psicométricas: el MMPI-2, el MCMI-II, 16 PF-5; SCL-90-R.

## Instrumentos de medición: SCL-90-R
Se trata de un instrumento de medida basado en un inventario de síntomas, que realiza una prueba psicométrica de evaluación forense, con el fin de evaluar el grado de malestar psicológico actual que experimenta una persona, así como un diagnóstico diferencial de simulación o disimulación.
Lo integran 90 ítems, y estos se valoran en torno a una escala de cinco puntos, del 0 al 4. 
Sobre la evaluación e interpretación de los resultados, entran en juego 9 dimensiones primarias y 3 índices globales de malestar psicológico. Estas 9 dimensiones primarias de medición son los siguientes: somatización, obsesivo-compulsivo, sensibilidad interpersonal, depresión, ansiedad, hostilidad, ansiedad fóbica, ideación paranoide, psicoticismo. Respecto a los 3 índices globales de malestar psicológico, el SCL-90-R evalúa (Índice de Severidad Global, Total de Síntomas Positivos, Índice de Malestar Referido a Síntomas Positivos. Es mediante estos tres índices globales de malestar a través de los cuales se puede identificar si el estilo de respuesta del evaluado es aumentador/minimizador de sintomatología (inconsciente) o simulador/simulador (consciente)
Podríamos considerar que existen indicios de simulación cuando la escala total de síntomas positivos, tiene una puntuación de: más o igual a 50 en hombres o más o igual a 60 en el caso de las mujeres.